# Акасака, Ака
Ака Акасака (яп. 赤坂 アカ Акасака Ака) — японский мангака. Его манга «Госпожа Кагуя: В любви как на войне» сначала публиковалась в период с мая 2015 по январь 2016 года в журнале Miracle Jump издательства Shueisha, после чего публикация была перенесена в журнал Weekly Young Jump, в котором манга публиковалась с марта 2016 по ноябрь 2022 года. В 2019 году манга была продана тиражом более четырёх миллионов копий и стала девятой самой продаваемой мангой в Японии за этот год. За эту мангу Акасака в 2020 году награждён премией манги Shogakukan в общей категории.
Его следующая работа под названием Oshi no Ko, иллюстратором которой стала Мэнго Ёкояри, начала публиковаться в журнале Weekly Young Jump в апреле 2020 года и стала второй работой Акасаки, опубликованной в данном журнале. В августе 2021 года Oshi no Ko выиграла премию Next Manga Award в категории «Лучшая печатная манга».
После окончания манги «Госпожа Кагуя: В любви как на войне» Ака Акасака сообщил, что собирается отойти от рисования манги и заниматься исключительно написанием сценариев к ней.

## Работы
- Sayonara Piano Sonata (яп. さよならピアノソナタ Саёнара пиано соната) (2011—2012, сценарий: Хикару Сугии, дизайн персонажей: Рё Уэда)
- Ib: Instant Bullet (яп. ib －インスタントバレット－ Иб: Инсутанто барэтто) (2013—2015)
- «Госпожа Кагуя: В любви как на войне» (яп. かぐや様は告らせたい ～天才たちの恋愛頭脳戦～ Кагуя-сама ва кокурасэтай ～Тэнсай-тати но рэнъай дзуно:сэн～) (2015—2022)
- Oshi no Ko (яп. 【推しの子】 Оси но ко) (2020—2024, иллюстрации: Мэнго Ёкояри)
- Renai Daiko[англ.] (яп. 恋愛代行 Рэнъай дайко:) (2023—2024, иллюстрации: Nishizawa 5mm)[8][9]
- «45510» (2023, рассказ)[10]
- Märchen Clown (яп. メルヘンクラウン Мэрухэн кураун) (2025 — наст. время, иллюстрации: Адзитика, композиция сюжета: Аой Кудзира)[11][12]